# Nanobama
Nanobama es el nombre de los retratos en micro miniatura del presidente estadounidense Barack Obama. Fueron creados por el profesor John Hart del departamento de Ingeniería Mecánica de la Universidad de Míchigan para celebrar la elección de Obama. El retrato, considerado el retrato presidencial más pequeño del mundo, mide 500 μm de ancho (aproximadamente el tamaño de un punto en el texto impreso promedio).
El retrato está compuesto por unos 150 millones de nanotubos de carbono que representan el número de personas que votaron por él en las elecciones presidenciales de 2009.  Cada nanotubo es 10.000 veces más pequeño que un cabello humano.  Estos se cultivaron juntos sobre un sustrato de silicio y la obra de arte en 3D se produjo mediante fotolitografía.  De hecho, Hart creó los retratos antes de que se conociera el resultado de las elecciones y reveló el secreto al mundo a principios de noviembre de 2008. Existen varios Nanobamas, pero todos residen en una oblea de silicio en la oficina del profesor.
Además de servir como homenaje a Obama, nanobama también se creó para llamar la atención sobre las crecientes capacidades de la nanotecnología. Según Hart, los nanotubos son la molécula más fuerte conocida por el hombre y, aunque tienen fantásticas propiedades eléctricas y térmicas, se necesitan métodos eficaces para organizar grandes cantidades de estos nanotubos. 